# Ports de muntanya d'Andorra
Llista dels ports de muntanya d'Andorra.
La majoria de ports tenen senyals informatives de cada quilòmetre del port. La gran majoria té bon asfalt.
| Nom del port                                              | Vessant                             | Altura | Desnivell | Longitud | %màx | %mig  | Coeficient | Categoria |
| --------------------------------------------------------- | ----------------------------------- | ------ | --------- | -------- | ---- | ----- | ---------- | --------- |
| Ascens a l’Estació d’Arcalís                              | Andorra la Vella                    | 2232 m | 1202 m    | 26,1     | 17%  | 4,6%  | 223        | 1         |
| Ascens a l’Estació d’Arcalís                              | Ordino                              | 2232 m | 930 m     | 17,4 km  | 12%  | 5,3%  | 177        | 1         |
| Ascens a l’estació d’esquí de la Rabassa (per Juberri)    | Sant Julià de Lòria                 | 2040 m | 1126 m    | 17,8 km  | 16%  | 6,3%  | 244        | HC        |
| Ascens a l’estació d’esquí de la Rabassa (per Aixirivall) | Sant Julià de Lòria                 | 2040 m | 1126 m    | 19 km    | 15%  | 5,9%  | 220        | 1         |
| Ascens a Aixàs                                            | Aixovall                            | 1522 m | 601 m     | 7,5 km   | 14%  | 8%    | 162        | 1         |
| Ascens a Os de Civís                                      | Aixovall                            | 1724 m | 730 m     | 9,5 km   | 17%  | 7,7%  | 192        | 1         |
| Canillo-El Forn                                           | Canillo                             | 1915 m | 388 m     | 5,2 km   | 10%  | 7,5%  |            | 2         |
| Canillo-Coll d'Ordino                                     | Canillo                             | 1980 m | 457 m     | 8,9 km   | 8%   | 5,1%  |            | 2         |
| Collada de Beixalís                                       | Des d’Andorra la Vella per Encamp   | 1795 m | 785 m     | 11,7 km  | 18%  | 6,7%  | 189        | 1         |
| Collada de Beixalís                                       | Des d’Andorra la Vella per l’Aldosa | 1795 m | 765 m     | 15,3 km  | 12%  | 5%    | 155        | 1         |
| Collada de Beixalís                                       | Des d’Andorra la Vella per Anyós    | 1795 m | 765 m     | 12,5 km  | 12%  | 6,1%  | 150        | 1         |
| Collada de Beixalís                                       | Des d’Encamp                        | 1795 m | 577 m     | 7 km     | 18%  | 8,2%  | 163        | 1         |
| Collada de la Gallina                                     | Aixovall per Fontaneda              | 1910 m | 1050 m    | 12,7 km  | 16%  | 8,3%  | 307        | HC        |
| Collada de la Gallina                                     | Aixovall per Bixessarri i Canòlic   | 1910 m | 975 m     | 11,8 km  | 18%  | 8,2%  | 269        | HC        |
| Collet dels colls                                         | La Massana                          | 1910 m | 185 m     | 1,8 km   | 20%  | 10,2% | 61         | 2         |
| Cortals d'Encamp                                          | Des d’Andorra la Vella              | 2069 m | 1053 m    | 15 km    | 14%  | 6,9%  | 244        | HC        |
| Estació d’Arinsal                                         | Des d’Andorra la Vella              | 1905 m | 878 m     | 14,3 km  | 13%  | 6,1%  | 194        | 1         |
| Estació de Pal                                            | Des d’Andorra la Vella              | 1910 m | 662 m     | 8,8 km   | 12%  | 7,5%  | 158        | 1         |
| Port de Cabús                                             | Des d’Andorra la Vella              | 2304 m | 1272 m    | 23,8 km  | 11%  | 5,3%  | 242        | HC        |
| Port d'Envalira                                           | Des d’Andorra la Vella              | 2407 m | 1377 m    | 27,4 km  | 10%  | 5%    | 204        | 1         |